# Österreichische Gesellschaft für Sexualwissenschaften
Die Österreichische Gesellschaft für Sexualwissenschaften (ÖGS; englisch Austrian Society For Sexologies) ist ein interdisziplinärer, konfessionell und parteipolitisch ungebundener und nicht auf Gewinn ausgerichteter Zusammenschluss österreichischer Sexualwissenschaftler. Der im Jahr 1979 von Ernest Borneman als Österreichische Gesellschaft für Sexualforschung gegründete Verein hat das Ziel der Vertiefung und Verbreitung der Erkenntnisse der Sexualwissenschaften und ihre Randgebiete. Die ÖGS beruft sich dabei auf die in Österreich teilweise in Vergessenheit geratene sexualwissenschaftliche Tradition. Die Umbenennung von Sexualforschung auf Sexualwissenschaften im Namen erfolgte mit Beschluss der Generalversammlung vom 2. März 2015.

## Vereinsstruktur
Die Österreichische Gesellschaft für Sexualwissenschaften ist Partnerorganisation der Deutschen Gesellschaft für Sexualforschung (DGfS) sowie ihrerseits Mitglied der European Federation Of Sexology (EFS) und der World Association For Sexual Health (WAS).

### Mitgliederzusammensetzung
Die Mitglieder sind in unterschiedlichen universitären und außeruniversitären Institutionen tätig und kommen unter anderem aus den Fachbereichen Sexualberatung und Sexualtherapie, Psychotherapie, Medizin, Psychologie, Pädagogik, Soziologie, Rechtswissenschaften, Sozial- und Kulturwissenschaften, Theologie, Sozialarbeit und Pflegewissenschaften. Weiters gehören zu den Mitgliedern interessierte Politiker sowie engagierte Menschen, denen eine emanzipatorische, angstabbauende und autonomiefördernde Sexualwissenschaft und Sexualerziehung wichtige Anliegen sind.

### Vorstand
Aktuelle Vorstandsmitglieder
- Johannes Wahala (Präsident) Psychotherapeut, Coach, Supervisor, Theologe (Priester) und Pädagoge
- Helmut Graupner (Co-Präsident) Rechtsanwalt
- Sandra Gathmann (Co-Präsidentin) Psychologin
- Wolfgang Wilhelm (Generalsekretär) Psychotherapeut, Sexualtherapeut, Kommunikationswissenschafter, Supervisor, Coach, eingetragener Mediator
- Sabine Ziegelwanger (stellvertretende Generalsekretärin) Soziologin, Anglistin, Sexualpädagogin
- Ramanie Ramalingam (Kooptiertes Mitglied für die ÖGS-West) Diplomierte Gesundheits- und Krankenschwester, Medienpädagogin, Lebens- und Sozialberaterin, Paar- und Familienberaterin, Sexualberaterin
- Clemens Hammer (Kooptiertes Mitglied für den Fort- und Weiterbildungsausschuss) Mediziner, Psychotherapeut in Ausbildung, Sexualpädagoge bei der Österreichischen Gesellschaft für Familienplanung (ÖGF)
- Dieter Schmutzer (Rechnungsprüfer) Lebens- und Sozialberater, Sexualpädagoge
- Thomas Fröhlich (Rechnungsprüfer; Finanzreferent bis 2008) Diplomsozialarbeiter, Sozialwissenschaftler mit dem Schwerpunkt Projekt- und Sozialmanagement

Ehemalige Vorstandsmitglieder
- Ernest Borneman (Vorsitz von 1979 bis 1985)
- Gudrun Hauer (Vorsitz von 1992 bis 1996)
- Rotraud A. Perner (Vorsitz von 1996 bis 2002, dritte Vorsitzende bis 2004, jetzt Ehrenmitglied)
- Helga Ratzenböck (stellvertretende Generalsekretärin bis 2008) Diplomsozialarbeiterin
- Peter Poszvek (stellvertretender Finanzreferent bis 2008) Facharzt für Psychiatrie und Neurologie, Psycho- und Sexualtherapeut

## Vereinsinhalte

### Aufgabengebiete
Als ihre Aufgabengebiete sieht die ÖGS u. a.:
- Forschungstätigkeit in den Bereichen der Beziehungs- und Sexualwissenschaften
- Forschung und Ausbildung auf dem Gebiet der Sexualberatung und Sexualtherapie
- Forschung und Ausbildung auf dem Gebiet der Sexualpädagogik
- Förderung sexualwissenschaftlicher Forschungsinitiativen
- Integration der Sexualwissenschaften an Universitäten und Fachhochschulen
- Aufnahme der sexualwissenschaftlicher Erkenntnisse in die Ausbildungscurricula und Lehrpläne aller Schultypen
- Aufklärung über die psychosexuelle Entwicklung von Kindern und Jugendlichen
- Sicherung und Förderung des Menschenrechts auf umfassende sexuelle Selbstbestimmung von Geburt an bis zum Tod
- Förderung der sexuellen Entwicklung und Gesundheit (Salutogenese)
- Erforschung des Sexualverhaltens aufgrund der neuen Medien (Internet etc.)
- Förderung einer ganzheitlichen Sicht von Sexualität und sexuellen Störungen z. B. Interaktion zwischen Sexualität und aktuellen oder frühen kindlichen Beziehungen
- Öffentlichkeitsarbeit zum Abbau sexualfeindlicher Einstellungen
- Bekämpfung sexueller Vorurteile
- Bekämpfung von Vorurteilen und Diskriminierungen gegenüber Menschen, welche aufgrund ihrer Berufstätigkeit im Bereich Sexualität (Sexarbeiterinnen) stigmatisiert, ausgegrenzt und benachteiligt werden
- Vertretung und Unterstützung sexueller Minderheiten gegen Diskriminierung
- Auftreten gegen jeder Art von sexuell begründeter Zensur und Beschränkung künstlerischer Freiheit mit Ausnahme sexueller Ausbeutung
- Förderung und Unterstützung frauenspezifischer und emanzipatorischer Initiativen in Gesellschaft, Forschung und Bildung
- Einsatz für Aufrechterhaltung sowie Liberalisierung der Möglichkeiten von Empfängnisverhütung und Geburtenregelung
- Genderforschung
- Sexologische Gutachten
- Expertentätigkeit in Politik, Gesellschaft, Medien etc.
- Europäische und internationale Vernetzung auf dem Gebiet der Beziehungs- und Sexualforschung

### ÖGS Akademie
Die ÖGS Sexualakademie ist ein Fort- und Weiterbildungsinstitut des Vereins Österreichische Gesellschaft für Sexualwissenschaften (ÖGS). Angeboten werden in einzelnen Modulen aufgebaute Curricula in den Fachgebieten der Sexualitäten und der Beziehungswelten:
- Curriculum Sexuologische Basiskompetenzen,
- darauf aufbauend Curricula in den Bereichen Sexualpädagogik, Sexualberatung, Sexualtherapie sowie Trans*Gender.

Alle Curricula sind von der ÖGS zertifiziert, wobei die Curricula Sexuologische Basiskompetenzen und Sexualtherapie von der Deutschen Gesellschaft für Sexualforschung (DGfS) anerkannt sind.

### Veranstaltungsreihe „Forum Sexualität“
2004 wurde von der ÖGS die Veranstaltungsreihe „Forum Sexualität“ ins Leben gerufen, mit dem Ziel, sich mit verschiedenen Bereichen die Sexualität betreffend auseinanderzusetzen. Organisatorisch handelt es sich dabei um öffentliche Podiumsdiskussionen mit Experten aus den Bereichen Politik, Sexualforschung, Sexualberatung und Sexualtherapie, Sexualstrafrecht sowie aus anderen Disziplinen. Mit Unterstützung der bis 2014 amtierenden Bezirksvorsteherin des 6. Wiener Gemeindebezirks, Renate Kaufmann, wurden die bisherigen Veranstaltungen im Festsaal des Bezirksamtes Mariahilf abgehalten.
Themen bisheriger Veranstaltungen waren unter anderem:
- 20. Jänner 2004: Sexualität: Bedrohung oder Menschenrecht?
- 7. Dezember 2004: Regenbogenfamilien.
- 26. April 2005: Pornografie - Oder: Die Last des Gesetzes auf der Lust am Bild.
- 31. Mai 2005: TransGender - Ausbruch aus Geschlechtergrenzen oder Krankheit?
- 25. April 2006: Neue Lüste – Neue Lustlosigkeit - Oder: die neosexuelle Revolution.
- 26. September 2006: Sexualität im Strafvollzug - Tabu oder Recht?
- 5. Dezember 2006: Wie queer dachte Freud? - Die Dekonstruktion der sexuellen Normalität in den „Drei Abhandlungen zur Sexualtheorie“.

### ÖGS als Gründungs- und Trägerverein
Die ÖGS fungierte als Gründungs- und Trägerverein der um die Jahreswende 1999/2000 gegründeten Beratungsstelle Courage. Ende 2002 übernahm die Funktion des Trägervereines das Österreichische Institut für Beziehungs- und Sexualforschung, der in enger Kooperation mit der ÖGS arbeitet und forscht.

### ÖGS als Herausgeberin
Über viele Jahre hinweg war die ÖGS Herausgeberin der Zeitschrift SexuS mit einschlägigen Fachartikeln herausgebracht.

## Medial

### St. Pöltner Priesterseminar-Affäre
Im Gefolge der Affäre um das Priesterseminar der Diözese St. Pölten im Juli 2004, in deren Folge Kurt Krenn auf Drängen des Vatikans zurücktrat und Klaus Küng Bischof wurde, engagierte sich die ÖGS in Form eines scharfen Protestes über die homophobe mediale Berichterstattung. Dies fand starke Verbreitung und einzelne ÖGS-Mitglieder wurden des Öfteren von den Medien eingeladen. Durch diese Protestkampagne, sowie die Stellungnahmen einiger anderer Personen konnte in der Folge aus anfänglichen Schlagzeilen wie z. B. „(Homo)-Sex-Affäre im Priesterseminar (mit Kinderpornografie)“ eine mehr auf das Wesentliche und auf getrennte Fakten zurückgeführte Berichterstattung erreicht werden. Danach wurde meist differenzierter über den Fund von heterosexueller Kinderpornografie auf der einen Seite und auf der anderen der anscheinenden Beziehung von erwachsenen Männern in einer dies, gerade unter Kurt Krenn, stark verurteilenden Organisation, sowie die mögliche sexuelle Ausbeutung Abhängiger, berichtet.